# Hadula longicornis
Hadula longicornis är en fjärilsart som beskrevs av Ludwig Carl Friedrich Graeser 1892. Hadula longicornis ingår i släktet Hadula och familjen nattflyn. Inga underarter finns listade i Catalogue of Life.